# 川口市立安行小学校
川口市立安行小学校（かわぐちしりつ あんぎょうしょうがっこう）は、埼玉県川口市安行原にある公立小学校。

## 沿革
- 1873年 - 原村学校として創立
- 1883年 - 育成学校に改称
- 1884年 - 明憲尋常小学校に改称
- 1895年 - 安行尋常小学校に改称
- 1931年 - 安行国民学校に改称
- 1943年 - 安行村立安行小学校に改称
- 1955年 - 川口市立安行小学校に改称
- 1963年 - 校歌、校旗、副校旗を制定
- 1975年 - 川口市立慈林小学校が開校されて生徒の一部が移動
- 1980年 - 川口市立安行東小学校を分離
- 2011年 - 特別支援学級（なかよし学級）を新設[1]

## 教育目標
- まじめな子
- 明るい子
- がんばる子[2]

## 通学区域
- 安行原 - 一部
- 安行北谷 - 全域
- 安行小山 - 一部[3]